# 日比佳代子
日比 佳代子（ひび かよこ、 1974年 -  ）は、日本の歴史学者。現在、明治大学博物館学芸員。専門は日本近世史。福岡県出身。九州大学文学部卒業。

## 論文
- 「近世後期の在地秩序と藩政－久留米藩の大庄屋・庄屋と『取〆』」『日本史研究』

535号（2007年）
- 「内藤家の御小姓騒動－近世前期の譜代藩における家中対立」『新選御家騒動』　（新人物往来社 2007年）